# Royal Society of Literature
Pour les articles homonymes, voir RSL.
La Royal Society of Literature (RSL) est une institution scolaire fondée en 1820 siégeant à Londres et destinée à la promotion des lettres et de la littérature.

## Fellows
La Royal Society of Literature compte environ 600 Fellows, c'est-à-dire des membres élus par leurs pairs.
Elle se compose des meilleurs nouvellistes, poètes, essayistes, dramaturges, biographes, historiens et critiques littéraires de langue anglaise de notre époque. Les candidats doivent être parrainés par un Fellow et avoir produit au moins deux ouvrages littéraires méritants. Toutes les candidatures sont soumises aux membres du conseil de la société, qui élit tous les deux ans les nouveaux Fellows. Les candidats refusés sont à nouveau automatiquement proposés lors de l’élection suivante.
Les nouveaux Fellows sont présentés par le président à l'assemblée de la RSL, puis sont invités à signer le registre des membres datant de 1820, en utilisant soit le stylo-plume de T. S. Eliot ou la plume de Lord Byron. En 2013, la plume de Charles Dickens a été remplacée par le stylo de T. S. Eliot.

## Fellows actuels
La liste exhaustive des Fellows (y compris depuis 2002 le roi Charles III) est publiée sur le site de la société.